# Johann Jakob Kollmann
Johann Jakob Kollmann (* 13. Mai 1714 in Kirchheim in Schwaben; † 22. Januar 1778) war Stadtphysikus in Deggendorf.

## Leben
Der Sohn eines Reichsgräflich-Fuggerschen Gerichtsschreibers studierte an mehreren Universitäten und promovierte in Rom zum Dr. med. Nachdem er im Alter von 29 Jahren bereits zwei städtische Physikate innegehabt hatte, bewarb er sich um das Amt des Stadtarztes in Deggendorf. Nach einer Proberelation wurde er Anfang 1744 berufen und er musste im Zuge seiner Berufung die Witwe seines Vorgängers heiraten.
Er war 34 Jahren aktiv und interessierte sich auch für wissenschaftliche Forschungen, die vor allem Fragen der menschlichen Ernährung und die „Arzneiwissenschaft“ betrafen. In Anerkennung für diese Arbeit nahm ihn die 1759 gegründete Bayerische Akademie der Wissenschaften 1765 als eines ihrer ersten Mitglieder auf.
Nach ihm ist die Dr.-Kollmann-Straße in Deggendorf benannt.